# Rivière du Gouffre
Pour les articles homonymes, voir Gouffre.
La rivière du Gouffre est un affluent de la rive gauche du fleuve Saint-Laurent, coulant dans la région administrative de la Capitale-Nationale, au Québec (Canada). Ce cours d'eau traverse les municipalités régionales de comté de :
- Charlevoix-Est : territoire non organisé de Mont-Élie (canton de Lacoste), municipalités de Saint-Aimé-des-Lacs et Notre-Dame-des-Monts ;

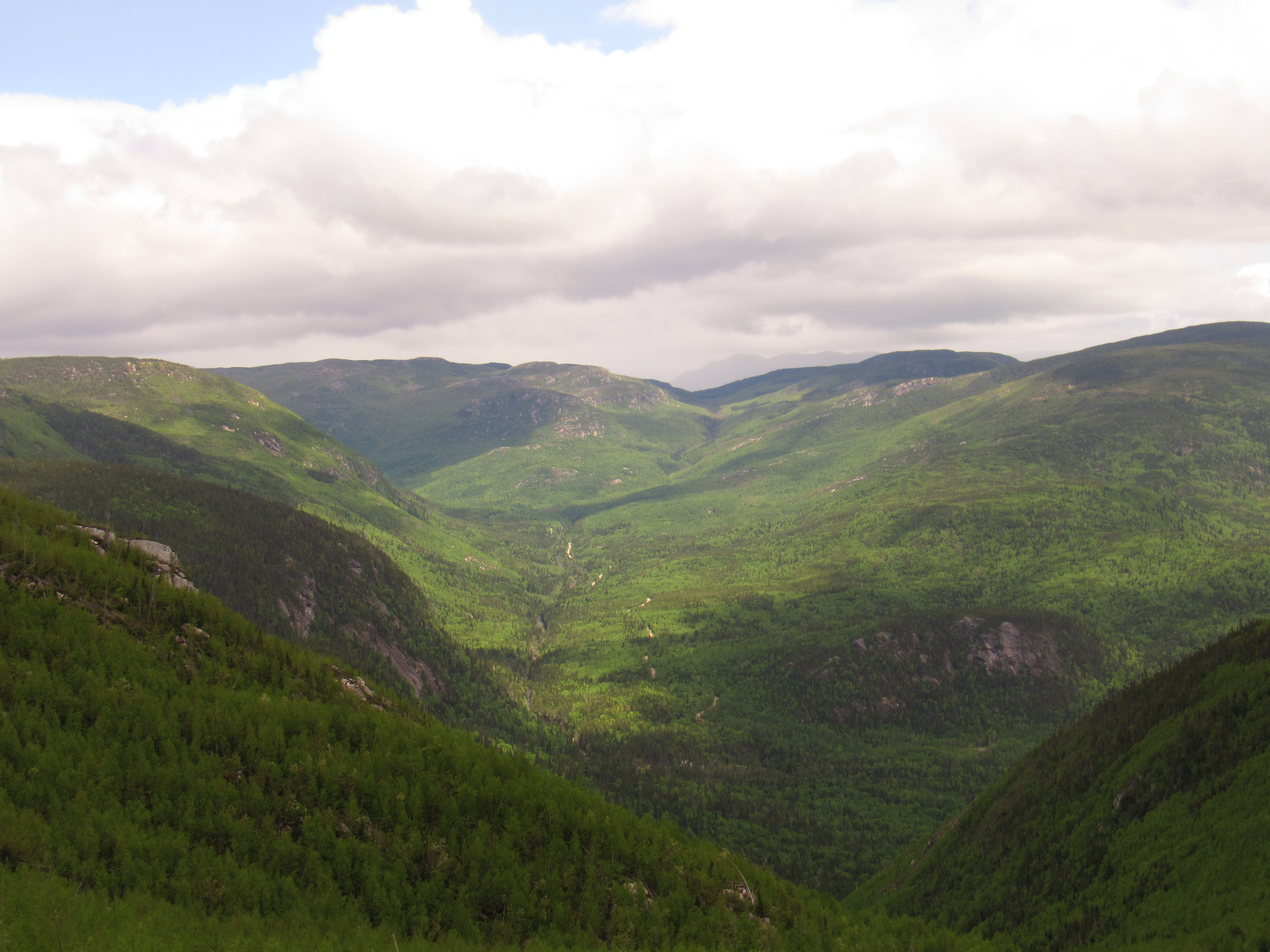
Vallée de la rivière du Gouffre

- Vallée de la rivière du GouffreCharlevoix : territoire non organisé de Lac-Pikauba (Zec des Martres), municipalité de Saint-Urbain et ville de Baie-Saint-Paul.

Ce bassin versant comporte 185 lacs et 35 affluents. La Zec des Martres attire des dizaines de milliers de visiteurs par année, particulièrement à cause de ses sentiers montagneux offrant des panoramas splendides de la vallée de la rivière du Gouffre, ainsi que la pêche sportive.

## Hydrographie
La rivière du Gouffre prend sa source au lac du gouffre alimenté par le lac du Cœur (altitude : 823 m), dans la MRC de Charlevoix, dans la Zec des Martres lequel est situé à l'est du Parc national des Grands-Jardins et à l'ouest du Parc national des Hautes-Gorges-de-la-Rivière-Malbaie. Le lac du Cœur est situé à 4,4 km à l'ouest du lac des Martres et à 2,0 km à l'ouest de la limite de la MRC de Charlevoix-Est.
La ligne de séparation des eaux (altitude : 910 m) entre le Petit lac Tristan (versant de la rivière Malbaie) et le ruisseau de la Montagne (versant de la rivière Montmorency) est située à 43,41 km à l'ouest de la rive nord-ouest du fleuve Saint-Laurent (à la hauteur du hameau Petite-Rivière). Depuis cette ligne de séparation des eaux, la rivière Malbaie contourne la vallée de la rivière du Gouffre dans le sens horaire, pour aller se déverser à La Malbaie dans le fleuve Saint-Laurent. Le bassin versant de la rivière du Gouffre s'étire dans les terres jusqu'à 47,6 km au nord-ouest de l'embouchure de la rivière.
La rivière du Gouffre coule en direction du sud-ouest sur environ 72 km avant de rejoindre le Saint-Laurent à Baie-Saint-Paul. Son cours longe la limite ouest de la municipalité de Notre-Dame-des-Monts et traverse Saint-Urbain. Cette rivière se caractérise par ses sinuosités et par la présence de nombreux rapides.
À partir de la décharge du lac Gouffre (altitude : 819 m), la rivière coule selon les segments suivants :
- vers le sud-est jusqu'à un petit lac (altitude : 760 km) puis jusqu'à la confluence d'un ruisseau venant du nord-est ;
- vers le sud jusqu'à la confluence de la rivière des Îlets venant de l'ouest ;
- vers le sud-est, en recueillant les eaux de la décharge du lac Nice venant du nord-est puis délimitant Saint-Aimé-des-Lacs et Saint-Urbain jusqu'à la limite de Notre-Dame-des-Monts en délimitant Saint-Urbain et Notre-Dame-des-Monts jusqu'au ruisseau des Bouliane venant du nord ;
- vers le sud en serpentant jusqu'à la décharge du lac au Brochets venant de l'est ;
- vers le sud-ouest en serpentant jusqu'à la confluence de la rivière de Chicago venant du sud-est puis jusqu'à la confluence de la rivière du Gouffre Sud-Ouest venant du nord puis jusqu'à la rivière à la Loutre venant du sud-est puis jusqu'au ruisseau à l'Empêche venant du nord-ouest puis jusqu'à la limite de Notre-Dame-des-Monts, dans Saint-Urbain jusqu'à la décharge du lac à la Mine venant du sud-est, jusqu'au ruisseau des Cygnes venant du nord-ouest, jusqu'à la rivière Le Gros Bras (rivière du Gouffre) venant du nord-ouest puis serpente jusqu'au pont routier du village de Saint-Urbain ;
- vers le sud-est jusqu'au pont de la route 138 ;
- vers le sud jusqu'à la limite de la ville de Baie-Saint-Paul puis serpente dans Baie-Saint-Paul jusqu'à la confluence de la Rivière Rémy venant de l'ouest ;
- vers le sud-est jusqu'à la confluence du ruisseau de la Goudronnerie venant du nord-est ;
- vers le sud en zigzaguant, en recueillant le ruisseau Gobeil venant de l'est, jusqu'à la rivière des Mares venant du sud puis, en serpentant en zone agricole, recueille la décharge de la rivière à Renaud venant de l'ouest et en entrant en zone urbain en fin de segment, jusqu'à la confluence du bras du Nord-Ouest venant de l'ouest puis en formant une courbe vers le nord-est jusqu'au pont routier ;
- vers le sud-est jusqu'à son embouchure dans le banc de la Baie sur la rive nord de l'estuaire moyen du Saint-Laurent en face de l'Île aux Coudres[5].

Le bassin versant de la rivière du Gouffre s'étend sur 1 010 km2. Ses principaux affluents sont la Le Gros Bras, la rivière des Mares et la rivière du Gouffre Sud-Ouest. La dénivellation totale de la rivière est de 686 m.

## Toponymie
La rivière du Gouffre a été nommée par Samuel de Champlain en 1608. Son nom fait référence au tourbillon qui se forme au pied du cap aux Corbeaux, en aval de la confluence de la rivière du Gouffre, et qui était source de terreur pour les marins.
Le toponyme rivière du Gouffre a été officialisé le 5 décembre 1968 à la Commission de toponymie du Québec.

## Activités récréotouristiques
La rivière du Gouffre est une rivière de pêche au saumon atlantique et à la truite.
Au début du XXe siècle, les pêcheurs sportifs de la région de Québec fréquentaient ces eaux, qui avaient et ont toujours la réputation d’offrir des saumons de taille imposante. La population de cette espèce peut varier en nombre de façon significative d'une année à l'autre. Depuis 1979, l’Association de conservation de la Vallée du Gouffre (ACVG) assure la gestion de la pêche au saumon. Cet organisme à but non lucratif a été constitué le 20 mars 1979, grâce au regroupement d'une quarantaine de membres. Au printemps 1979, 100 fosses à saumon sont inventoriées dans la rivière du Gouffre. Depuis, l'ACVG a aménagé 65 de ces fosses. Des sentiers pédestres longent la rivière ; des tables de pique-nique et des abris ont été aménagés. Deux passerelles enjambent la rivière permettant aux pêcheurs d'accéder à l'ensemble des fosses à saumon.